# Aprionus laricis
Aprionus laricis är en tvåvingeart som beskrevs av Boris Mamaev och Jaschhof 1997. Aprionus laricis ingår i släktet Aprionus och familjen gallmyggor. Arten är reproducerande i Sverige. Inga underarter finns listade i Catalogue of Life.